# Leverhulme-érem

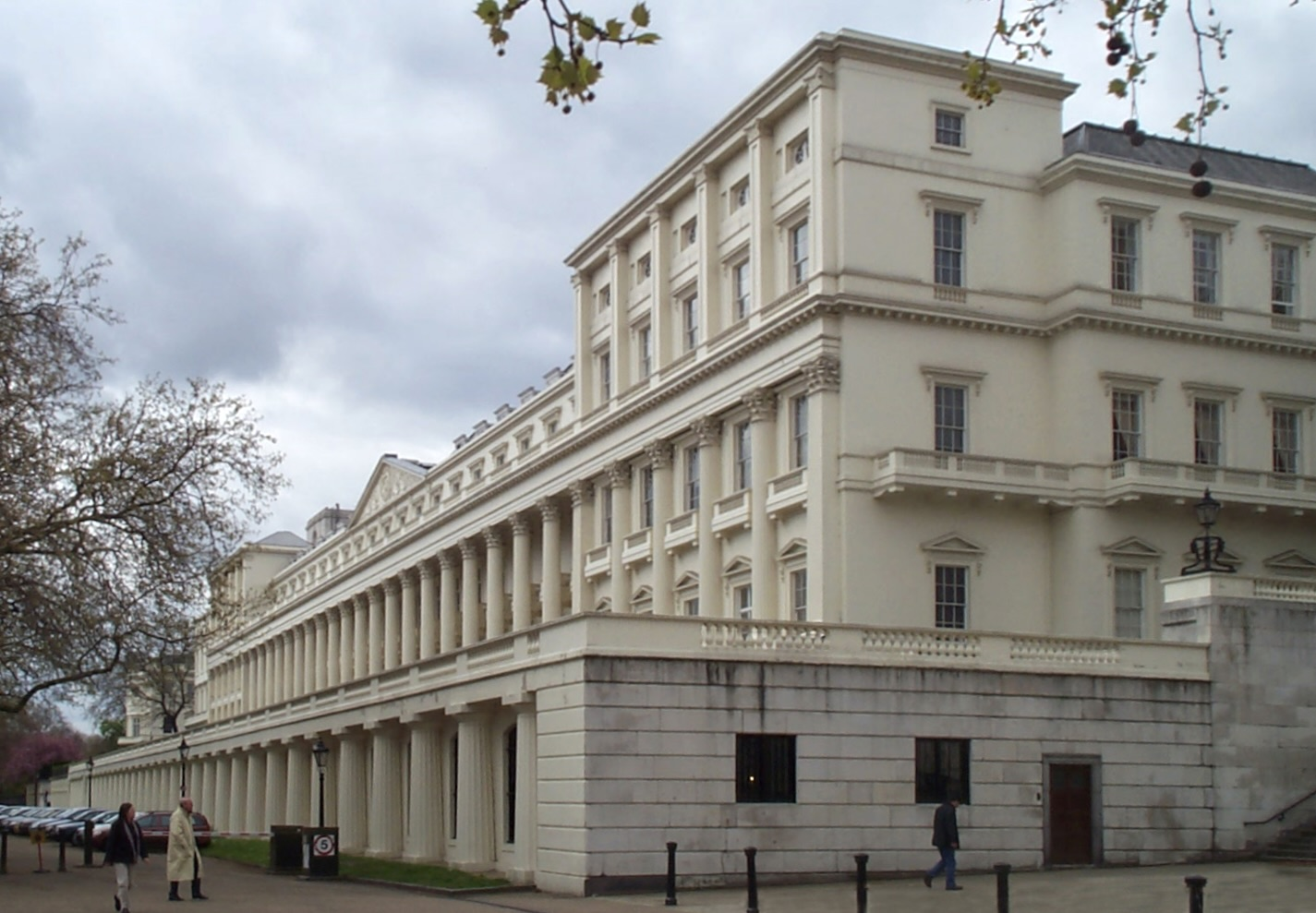
Az érmet odaítélő Royal Society épülete

A Leverhulme-érem egyike a Royal Society 10 érmének. 1960 óta háromévente osztják ki és az kaphatja meg, aki a kémia és a mérnöki tudományok vagy ennek a kettőnek a kombinációjában alkot maradandót.

## A díjazottak
- 2022 Charlotte Williams
- 2019 Frank Caruso
- 2016 Anne Neville
- 2013 Konsztantyin Novoszjolov
- 2010 Martyn Poliakoff
- 2008 John Knott
- 2005 Anthony Cheetham
- 2002 Nicholas Handy
- 1999 Jack Baldwin
- 1996 Man Mohan Sharma
- 1993 John Rowlinson
- 1990 Ray Freeman
- 1987 George Gray
- 1984 John Frank Davidson
- 1981 Stanley Hooker
- 1978 Frederick Warner
- 1975 Francis Rose
- 1972 John Bertram Adams
- 1969 Hans Kronberger
- 1966 Alec Issigonis
- 1963 Archer John Porter Martin
- 1960 Sir Cyril Hinshelwood